# 수석 무용수
수석 무용수(Principal dancer)는 무용단 내에서 최상위권에 있는 무용수이다. 특히, 발레단에서 중요히 쓰인다. 무용수들에게 최고의 자리이자 칭호이다.
발레단 소속 수석 무용수들은 주기적으로 솔리스트나 파 드 되를 한다.